# Birgit Bjørnvig
Birgit Bjørnvig (født 4. januar 1936 i København, død 3. oktober 2015) var lærer, skribent og dansk politiker (Radikale Venstre, Folkebevægelsen mod EF og Junibevægelsen). Hun blev uddannet som lærer og var forstander for Samsø Folkehøjskole i en kortere periode. Gift med forfatteren Thorkild Bjørnvig fra 1970. 

## Lokalpolitiker
Hun var medlem af Samsø kommunalbestyrelse i flere perioder. Oprindeligt valgt af Det Radikale Venstre, senere valgt på en tværpolitisk liste. Har været formand for kommunalbestyrelsens kulturelle udvalg. 

## Landspolitiker
Medlem af Det Radikale Venstres hovedbestyrelse og formand for partiets miljøudvalg i 1980'erne. Hun opstillede som radikal folketingskandidat i Århus. Ved valget den 10. januar 1984 blev hun første suppleant for Århus amt. I en kort periode indtrådte hun i Folketinget som stedfortræder for Bernhard Baunsgaard.

## EU-politiker
Kandidat for Folkebevægelsen mod EF i 1983-1984 og 1988-1989. Medlem af Europa-Parlamentet 1987-1994. Hun indtrådte i 1987 som afløser for domprovst Jørgen Bøgh. Genvalgt i 1989. Formand (“Chairwoman”) for ”Regnbuegruppen i Europa-Parlamentet” 1989-1994.
Hun forsøgte i slutningen af 1992 forgæves at skabe forståelse mellem Folkebevægelsens fløje. Derefter forlod hun Folkebevægelsen for at repræsentere Junibevægelsen i resten af valgperioden. Hun genopstillede ikke i juni 1994.
I 2004 tilsluttede hun sig Borgerinitiativet - Ja til Europa, Nej til EU-forfatning. 

## Udgivelser
- Birgit Bjørnvig står bag flere udgivelser, bl.a. i forbindelse med Oprør fra midten og med Samsø som Danmarks energiø.